# Fernando Lúpiz
Fernando Oscar Lúpiz (Buenos Aires, 12 aprile 1953) è un ex schermidore argentino.

## Biografia
Ha partecipato ai Giochi della XX Olimpiade di Monaco nel 1972 ed ai Giochi della XXI Olimpiade di Montréal nel 1976.

## Palmarès
In carriera ha conseguito i seguenti risultati:
- Giochi panamericani:

Città del Messico 1975: bronzo nella sciabola a squadre.
San Juan 1979: argento nel fioretto individuale e bronzo a squadre.